# Dzirula
Dzirula (gruz. ძირულა) – wieś w Gruzji, w regionie Imeretia, w gminie Zestaponi. W 2014 roku liczyła 84 mieszkańców.